# Erwin Noack (Jurist)
Erwin Noack (* 11. Februar 1899 in Spandau; † 11. Juli 1967 in Kell am See) war ein deutscher Rechtsanwalt und nationalsozialistischer Funktionär.

## Leben
Nach den Schulbesuchen in Jauer und Cottbus nahm Erwin Noack von 1917 bis 1918 am Ersten Weltkrieg teil, aus dem er nach rascher Beförderung als Leutnant entlassen wurde. Wegen seiner Tapferkeit wurden ihm das Eiserne Kreuz I. und II. Klasse verliehen. An der Universität Halle studierte Noack Rechts- und Staatswissenschaften und wurde 1922 Referendar.
Trotz schwerer Beinverletzungen durch Kriegseinflüsse wurde er Mitglied der Organisation Escherich (2. Bataillon Halle), dem späteren Stahlhelm, dem er bis 1931 angehörte, und nahm aktiv am Kapp-Putsch teil. Noack wurde Führer einer Polizei-Studenten-Hundertschaft in den Märzkämpfe in Mitteldeutschland.
Noack promovierte 1924 zum Dr. iur. Zwei Jahre später legte er die Assessorprüfung ab und übernahm in Halle (Saale) eine Rechtsanwaltspraxis. 1933 erhielt er außerdem eine Zulassung als Notar.
Zum 1. März 1931 trat er in die NSDAP (Mitgliedsnummer 438.978) und 1932 in die SA ein. Da er während seiner Studentenzeit in Halle der Freimaurerloge „Burg am Saalestrande“ und der deutschsprachigen Vereinigung zur Pflege von Freundschaft, Kunst und Humor „Schlaraffia“ angehört hatte, wurde 1934 ein Parteiverfahren gegen ihn eröffnet. Das Parteigericht entschied, dass er trotzdem weiterhin als politischer Leiter Verwendung finden durfte. Von September 1933 bis Juni 1934 amtierte er als Präses der Provinzialsynode der Kirchenprovinz Sachsen.
Nachdem sich das Preußische Kultusministerium für Noack eingesetzt hatte, erhielt er im April 1934 ein Lehrauftrag an der Universität Halle und wurde bereits im Juli des gleichen Jahres zum Honorarprofessor ernannt. Im Laufe der folgenden Jahre erhielt er mehrere Ehren- und Parteiämter übertragen. Beispielsweise war Noack Senatspräsident des 2. Senats des Ehrengerichtshofes für Rechtsanwälte, Vizepräsident der Reichsrechtsanwaltskammer, Mitglied der NS-Akademie für Deutsches Recht und Mitglied der „Nationalsynode“.
Als Professor und Rechtsanwalt in Halle kandidierte auf dem Wahlvorschlag der NSDAP auf dem Listenplatz mit der Nummer 525 bei der Wahl zum Deutschen Reichstag am 29. März 1936, zog aber nicht in den nationalsozialistischen Reichstag ein.
1937 wurde Noack Leiter des Amtes für Rechtswahrer im Reichsrechtsamt der NSDAP. Dafür wurde er von der Universität Halle beurlaubt, erhielt aber 1938 einen Lehrauftrag an der Universität Berlin. Noack blieb weiterhin in Halle wohnen und war bis zum Kriegsende Angehöriger des Universitäts-Lehrkörpers. Nach der Besetzung Halles durch amerikanische Truppen wurde Noack von den Amerikanern verhaftet. Nach seiner Entlassung verließ er die Sowjetische Besatzungszone (SBZ) und ließ sich im Luftkurort Kell am See nieder.
In der SBZ wurden Noacks Schriften Die Gesetzgebung des Dritten Reiches (zusammen mit Otto Schwarz; Heymann, Berlin 1934), Das neue Berufsrecht der Anwaltschaft (Moeser, Leipzig 1936), Kommentar zur Reichs-Rechtsanwaltsordnung in der Fassung vom 21. Februar 1936 (Moeser, Leipzig 1937), Die Gesetzgebung des Dritten Reiches (Heymann, Berlin 1938), Deutsche Demokratie (mit G. A. Walz; Deutscher Rechtsverlag, Berlin 1938) und Reichsverteidigungsgesetze (Deutscher Rechtsverlag, Berlin 1939) auf die Liste der auszusondernden Literatur gesetzt. In der Deutschen Demokratischen Republik folgten auf diese Liste noch Kommentar zur Reichs-Rechtsanwaltsordnung (Moeser, Leipzig 1937) und Volk, Gesetz und Recht (Deutscher Rechts-Verlag, Berlin 1938).
Erwin Nock arbeitete in der Bundesrepublik als Rechtsanwalt. Bekannt wurde er als einer der beiden Verteidiger von Otto Remer im Remer-Prozess 1952. In der Frankfurter Rundschau wurde über Noacks antisemitische Veröffentlichungen während der Zeit des Nationalsozialismus berichtet.
Er verstarb 1967 in Kell am See.